# 结构连接
结构连接（英語：Structural join）是从两个元素集中找出所有偶然的结构关系，是查询路径表达式的核心技术。目前结构连接是以基于区域的技术，总是需要父节点和子节点的排序关系，采用此方法跳过不匹配的连接元素。